# Dragon (2006)
Dragon is een Amerikaanse film uit 2006 van The Asylum met Amelia Jackson-Gray .

## Verhaal
In een poging haar koninkrijk te redden van een leger gruwelijke elfen, reist prinses Vanir door het duistere bos van Sidhe. Vergezeld van avonturiers Cador en Artemir gaat ze de confrontatie aan met het elfenleger, een mysterieuze tovenaar en een machtige draak.

## Rolverdeling
| Acteur              | Personage           |
| ------------------- | ------------------- |
| Amelia Jackson-Gray | Prinses Alora Vanir |
| Matthew Wolf        | Sir Cador Bain      |
| Jon-Paul Gates      | Lord Artemir        |
| Jeff Denton         | Gareth Morholt      |
| Rachel Haines       | Naga                |